# Bernard Lyot
Bernard Lyot (27 février 1897 à Paris - 2 avril 1952 au Caire) est un astronome français, inventeur notamment du coronographe qui porte son nom.

## Biographie
- 1923 : il élabore le principe du polarimètre photo-électrique.
- 1929 : il passe sa thèse de doctorat[2] sur la polarisation de la lumière réfléchie par les surfaces des planètes.
- 1930 : premiers essais de son coronographe au Pic du Midi, dans les Pyrénées, pendant l'été.
- 1933 : il invente et construit le filtre polarisant permettant d'isoler des raies dans le spectre de la basse atmosphère du Soleil et d'en étudier ainsi la structure.
- 1935 : réalisation avec Albert Arnulf d'un spectrographe à optique de quartz pour l'ultra-violet
- 1939 : grâce à son coronographe solaire, il enregistre les mouvements des protubérances solaires à l'aide d'une caméra cinématographique. Son film s'appelle « Flammes du Soleil » (produit par la S.F.R.S)[3]. Il entre à l'Académie des sciences en mars 1939. La même année, il reçoit la médaille d'or de la Royal Astronomical Society.
- 1945-1947 : président de la Société astronomique de France, dont il était membre dès 1915[4],[5].
- 1948-1949 : travaille sur le contraste de phase à l'Institut d'optique théorique et appliquée (SupOptique) avec Maurice Françon.

Il meurt le 2 avril 1952 au Caire et est enterré au cimetière du Père-Lachaise (51e division). Il avait épousé Clotilde Garonne (1899-1986).

## Les sites portant son nom

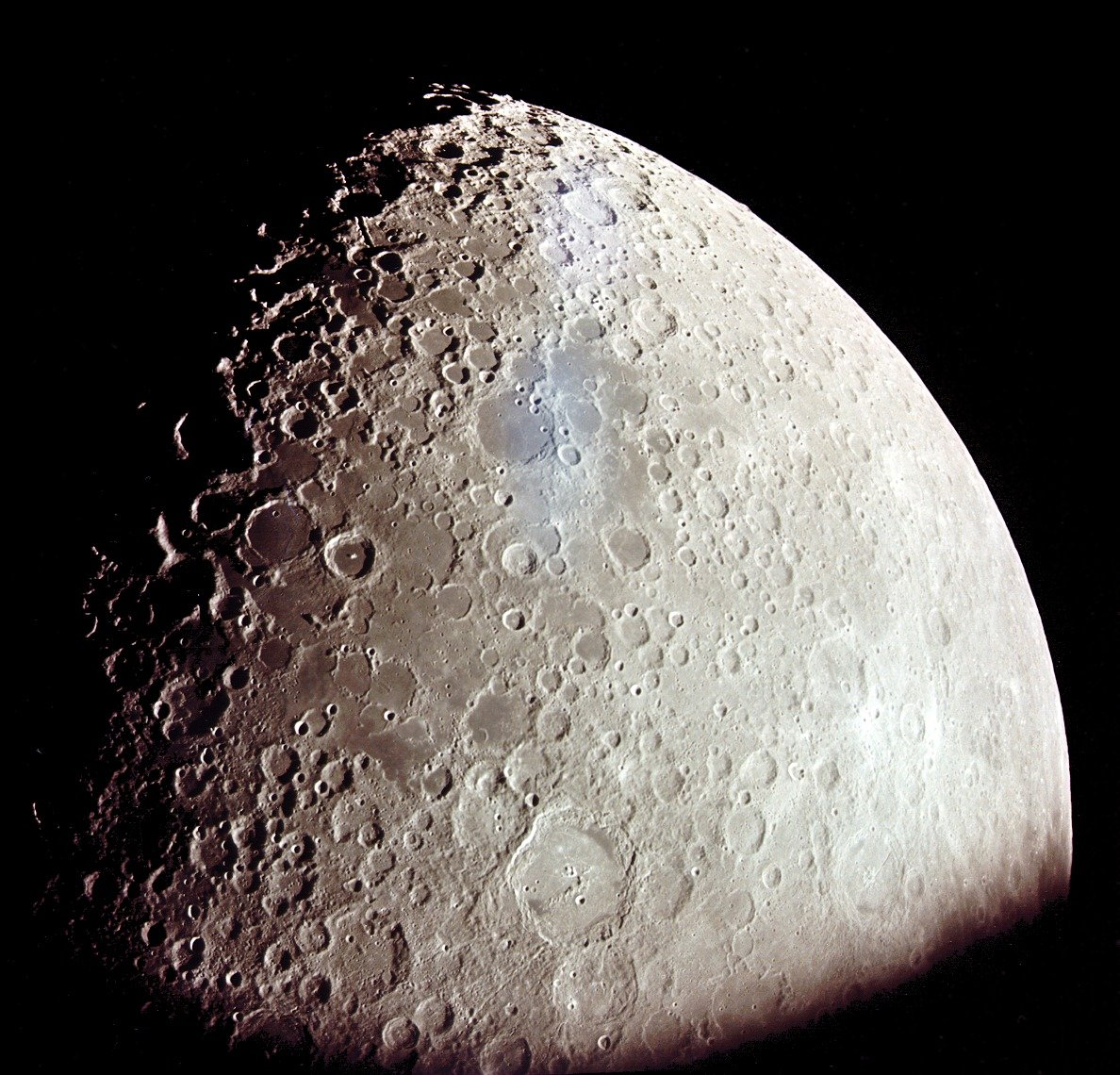
La Lune vue depuis Apollo 15 retournant vers la Terre. La mer Australe est au centre du cliché. Le cratère Humboldt est un peu plus bas, ainsi que le cratère Lyot.

- Télescope Bernard Lyot de 2 mètres de diamètre du Pic du Midi.
- Cratère Lyot sur la Lune, [50,2S, 84,1E], plaine murée recouverte de lave (141 km) à enceinte très abîmée et arène circulaire à l'albédo sombre.
- Cratère Lyot (en) sur Mars, le relief le plus remarquable des plaines nordiques, causé par un impact de météorite. Latitude : de 30° N à 65° N. Longitude : de 360° W à 300° W.
- (2452) Lyot astéroïde de la ceinture principale.